# Andrea Ghiazza
Andrea Ghiazza (...) è un militare italiano, Maresciallo Maggiore dell'Arma dei Carabinieri, insignito della medaglia d'oro al valor civile.